# Carlos Andrés Llamas
Carlos Andrés Llamas (Melilla, España, 1985) es un periodista español. Es el actual Director de Comunicación del Real Sporting de Gijón.
Nació en la ciudad autónoma de Melilla en 1985. Es licenciado en periodismo por la Universidad Pontificia de Salamanca. Comenzó a trabajar en el diario Melilla Hoy, para pasar posteriormente por La Gaceta Regional de Salamanca, As, Localia Televisión, Televisión Salamanca (Televisión Castilla y León), Radio Salamanca, Punto Radio, Radio Madrid y SER Gijón.
Desde septiembre de 2011 era el jefe de deportes de la Cadena COPE en Asturias, hasta que en 2021 se incorpora como director de comunicación al Real Sporting de Gijón.

## Publicaciones
- ‘Halcón Avenida. El viaje más largo’’ (Globalia Ediciones, 2009)
- ‘Mañana saldrá el sol. Manuel Preciado, una vida en cinco años’’ (Ediciones Seronda, 2011) junto a Javier Barrio